# Syscia pollula
Syscia pollula (лат.) — вид муравьёв рода Syscia из подсемейства Dorylinae (Formicidae). 

## Распространение
Встречаются в Центральной Америке: от Никарагуа до Панамы.

## Описание
Мелкие муравьи красно-коричневого цвета (длина около 3 мм). Ширина головы рабочих 0,41—0,44 мм, длина головы 0,51—0,56 мм. Отличаются следующими признаками: субпетиолярный отросток асимметрично треугольной формы с острым передним концом и выпуклым задним краем; абдоминальный сегмент AIII сверху трапециевидный, бока слабо выпуклые; AIV сверху со слабо выпуклыми сторонами, передний край неусеченный; у AIII и AIV дорсальный профиль плоские; отстоящие волоски короткие и редкие. Стебелёк двухчлениковый, но явные перетяжки между следующими абдоминальными сегментами отсутствуют. Проното-мезоплевральный шов развит. Оцеллии отсутствуют, сложные глаза редуцированные. Нижнечелюстные щупики рабочих 2-члениковые, нижнегубные щупики состоят из 2 сегментов. Средние и задние голени с одной гребенчатой шпорой. Обнаружены в подстилочном лесном слое. Вид был впервые описан в 2021 году американским мирмекологом Джоном Лонгино и немецким энтомологом Майклом Бранстеттером.